# Richarlyson
Richarlyson Barbosa Felisbino (Natal, 27 de dezembro de 1982) é um ex-futebolista brasileiro que atuava como volante ou lateral-esquerdo. Atualmente é comentarista esportivo do Grupo Globo.
Irmão do ex-centroavante Alecsandro, com quem atuou ao lado no Atlético Mineiro, Richarlyson é filho do também ex-jogador Lela, ponta-direita que foi campeão brasileiro pelo Coritiba em 1985.
O jogador chegou a aposentar-se em dezembro de 2014, revoltado com a arbitragem do esporte no país, mas voltou atrás de sua decisão e atuou até o ano de 2021. Seu último clube foi o Noroeste.

## Carreira

### São Paulo

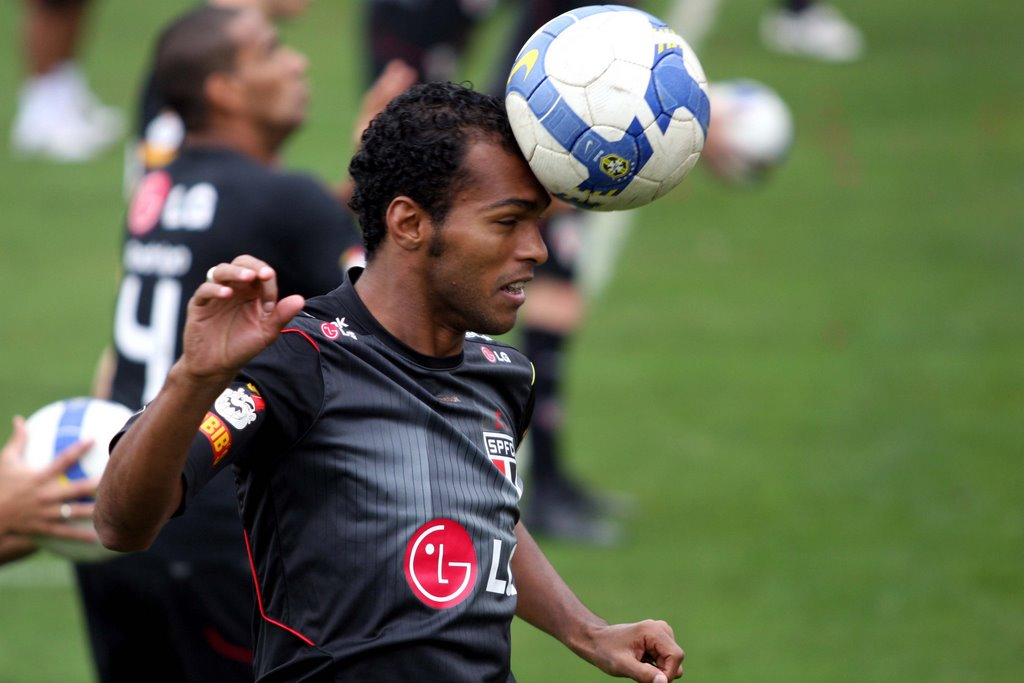
Richarlyson durante um treino pelo São Paulo em 2010

Levantou seu primeiro troféu pelo São Paulo em 2005, sendo reserva no título do Mundial de Clubes da FIFA. Nos anos seguintes, entre 2006 e 2008, ganhou mais espaço na equipe comandada por Muricy Ramalho, sendo peça importante na conquista do tricampeonato brasileiro.
Em novembro de 2010, depois da quarta expulsão do jogador no Campeonato Brasileiro, a diretoria do São Paulo disse que o contrato de Richarlyson não seria renovado, após o técnico Paulo César Carpegiani demonstrar insatisfação pública com o alto número de expulsões do jogador. Assim, Richarlyson ficou livre para acertar com outro clube e o Fluminense demonstrou interesse em contratá-lo, mas o jogador acabou acertando com o Atlético Mineiro por 2 milhões de reais.

### Atlético Mineiro
Foi anunciado como reforço do Atlético Mineiro em janeiro de 2011, assinando um contrato de dois anos. Só foi mostrar um bom futebol no final do seu contrato, quando marcou um gol na penúltima rodada do Brasileirão de 2012, contra o Botafogo, e foi importante na vitória do Atlético sobre o seu rival Cruzeiro na ultima rodada, que garantiu ao Galo uma vaga direta na Copa Libertadores da América.
Depois da boa atuação na vitória diante do Cruzeiro, o jogador, que estava perto de se transferir para o Santos, renovou seu contrato com o Atlético Mineiro por mais uma temporada. Campeão da Libertadores em 2013, mas como reserva da equipe comandada por Cuca, o volante permaneceu no Galo até o primeiro semestre de 2014.

### Vitória
Em junho de 2014, assinou contrato com o Vitória. Após o termino do Campeonato Brasileiro, com o Leão tendo sido rebaixado para a Segunda Divisão, o jogador anunciou ter se aposentado do futebol, por insatisfação com a arbitragem.

### Chapecoense
Depois de ter desistido da aposentadoria, Richarlyson acertou com a Chapecoense em janeiro de 2015.

### Guarani
Após jogar o resto do ano de 2016 no Goa, da Índia, o jogador foi contratado para reforçar o Guarani na disputa da Série B de 2017.

### Cianorte
Já em 2018, foi contratado pelo Cianorte para a disputa do Campeonato Paranaense e da Copa do Brasil. Após a competição estadual, o volante deixou o clube no dia 27 de março.

### Noroeste
Em dezembro de 2018, foi contratado e anunciado pelo Noroeste para o Campeonato Paulista da Série A3. O jogador foi apresentado no clube paulista com o seu pai Lela, que teve grande passagem pelo clube noroestino. 
Marcou seu primeiro gol com o manto noroestino na 11ª rodada do Campeonato Paulista Série A3 2019 em partida contra o Audax em Osasco. A partida terminou em 1–1. 

### America-RJ
Em 19 de dezembro de 2020, foi anunciado como mais novo reforço do America-RJ para disputa da seletiva do Campeonato Carioca de 2021.

## Seleção Nacional
Teve sua primeira convocação para a Seleção Brasileira no dia 22 de janeiro de 2008, sendo chamado pelo técnico Dunga para um amistoso contra a Irlanda. A partida ocorreu em 6 de fevereiro, Richarlyson começou como titular e o Brasil venceu por 1–0, com gol do atacante Robinho.
Expanda a caixa de informações para conferir todos os jogos deste jogador, pela sua seleção nacional
| #  | Data                   | Local                                 | Resultado | Adversário | Gols | Competição |
| -- | ---------------------- | ------------------------------------- | --------- | ---------- | ---- | ---------- |
| 1. | 6 de fevereiro de 2008 | Croke Park, Dublin, Irlanda           | 1–0       | Irlanda    | 0    | Amistoso   |
| 2. | 26 de março de 2008    | Emirates Stadium, Londres, Inglaterra | 1–0       | Suécia     | 0    | Amistoso   |

## Televisão
Em fevereiro de 2017 foi confirmado como participante da primeira temporada do talent show Dancing Brasil exibido pela Record. Pouco mais de três anos depois, em março de 2020, foi confirmado como participante da primeira temporada do reality show Made In Japão exibido pela Record, em que foi campeão.
No dia 10 de janeiro de 2022, foi anunciado como novo comentarista do Grupo Globo. Em 2023 participou na TV Globo da terceira temporada do The Masked Singer Brasil, como o personagem Filtro de Barro.

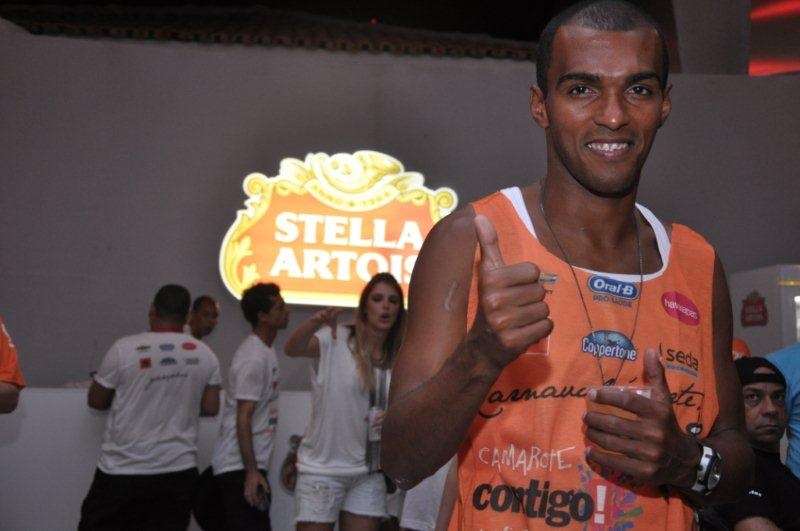
Richarlyson participando de um carnaval em Salvador no ano de 2011

## Vida pessoal
Em junho de 2022, Richarlyson se assumiu bissexual em entrevista ao podcast Nos Armários dos Vestiários. Isso fez dele o primeiro jogador abertamente LGBT a ter jogado pela Seleção Brasileira e na primeira divisão do Campeonato Brasileiro.
Em entrevista ele declarou que: "Eu acho que é desnecessário às vezes você se rotular. Tem uma questão mais importante, tem gente morrendo, o Brasil é o país que mais mata homossexuais. [...] Eu não queria ser pautado por causa da minha sexualidade, de eu ser bissexual. Eu queria que as pessoas me vissem como espelho por tudo aquilo que conquistei dentro do meu trabalho".

## Títulos
Ituano
- Campeonato Paulista: 2002

Santo André
- Copa São Paulo de futebol Junior: 2003

São Paulo
- Mundial de Clubes da FIFA: 2005
- Campeonato Brasileiro: 2006, 2007 e 2008

Atlético Mineiro
- Campeonato Mineiro: 2012 e 2013
- Copa Libertadores da América: 2013

### Prêmios individuais
- Bola de Prata: 2007
- Seleção do Campeonato Brasileiro: 2007